# Un lugar agradable y tranquilo
Un lugar agradable y tranquilo (título original: A Fine and Private Place) es una novela estadounidense de fantasía publicada en 1960, primer libro de Peter S. Beagle, publicada cuando éste tenía dieciocho años. La novela ha sido traducida a numerosos idiomas:  japonés, alemán, ruso, checo, húngaro, portugués, coreano, español, italiano y rumano. La edición española apareció en 1991 (Ediciones Martínez Roca). La obra ha sido adaptada también como comedia musical y en formato cómic.

## Historia
Un lugar agradable y tranquilo se desarrolla en su totalidad de en el cementerio de Yorkchester (Nueva York). Allí, en un panteón abandonado, vive desde hace muchos años y de manera clandestina el señor Jonathan Rebeck, un farmacéutico que ha perdido su negocio y que vive en soledad. Rebeck consigue salir adelante gracias a la ayuda de un cuervo que roba comida para él. Rebeck tiene la capacidad de ver los fantasmas de los recién fallecidos, presencias que se vayan diluyendo a medida que olvidan lo que fue sus vidas; así conoce a Michael Morgan, un profesor que ha muerto envenenado, y a Laura Durand, una joven que ha muerto atropellada por un camión. Michael y Laura se enamoran. Al mismo tiempo, Rebeck conoce a una viuda que le atrae irresistiblemente, la señora Klaper, a quien terminará contando su vida secreta en el cementerio.
La historia se complica con el juicio a la viuda de Morgan, acusada de hacer envenedado a su marido. Los personajes de la novela siguen el juicio a través de las noticias que les aporta el cuervo. Inesperadamente, la viuda es declarada inocente con lo que Morgan es considerado un suicida y su cuerpo debe ser trasladado fuera del área católica del cementerio lo que supone la separación de la pareja de fantasmas. Rebeck tendrá que encontrar una solución para que la pareja pueda permanecer unida.

## Análisis
Esta primera novela de Peter Beagle muestra una aparente sencillez: la historia se desarrolla en el mismo espacio y tiempo, construyéndose sobre los diálogos y pensamientos de los personajes, incluido el cuervo. Podría ser perfectamente una obra de teatro. Sobre este esquema, Beagle desarrolla las distintas concepciones sobre la vida y la muerte de cada uno de los personajes. Más que en el género fantástico esta novela podría encuadrarse en el llamado realismo mágico americano: una historia y unos personajes cotidianos que interactúan con lo fantástico de una manera completamente normal.